# Seymour Fleming
Seymour Dorothy Fleming (5 octobre 1758 - 9 septembre 1818), connue sous le nom de Lady Worsley de 1775 à 1805, est une noble britannique, connue pour son implication dans un procès de haut-vol pour adultère.

## Jeunesse et famille
Fleming est la plus jeune fille, et cohéritière, de Sir John Fleming (✝ 1763), 1er baronnet de Brompton Park, Middlesex, et de sa femme, Jane Coleman (✝ 1811). Son père et deux de ses sœurs meurent quand elle n'a que cinq ans. Elle est alors élevée, avec une autre de ses sœurs, par leur mère, qui se remarie en 1770 à Edwin Lascelles, 1er baron Harewood, un riche sexagénaire ayant fait fortune dans les Antilles. La sœur aînée de Seymour, Jane Stanhope, comtesse Harrington, est connue pour être un "modèle de vertu".

## Mariage avec Richard Worsley

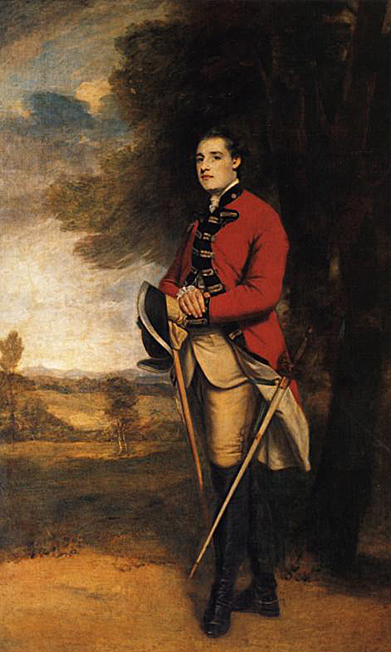
Sir Richard Worsley, par Joshua Reynolds, 1775-1776.

Le 20 septembre 1775, à l'âge de 17 ans, Seymour Fleming épouse Sir Richard Worsley, 7e baronnet d'Appuldurcombe House, Île de Wight, et prend le nom de Lady Worsley, qu'elle garde jusqu'à sa mort. Sa dot apporte 52,000 £ à son époux.
Le couple est mal assorti, et leur mariage bat rapidement de l'aile. Ils ont un fils, Robert Edwin, qui meurt jeune. En août 1781, Seymour donne naissance à un autre enfant, Jane Seymour Worsley, fruit de sa liaison avec Maurice George Bisset, mais reconnu par Worsley pour éviter le scandale. Bisset, un capitaine de la milice du South Hampshire, a été par le passé l'ami intime de Worsley, et son voisin à Knighton Gorges, sur l'Île de Wight.

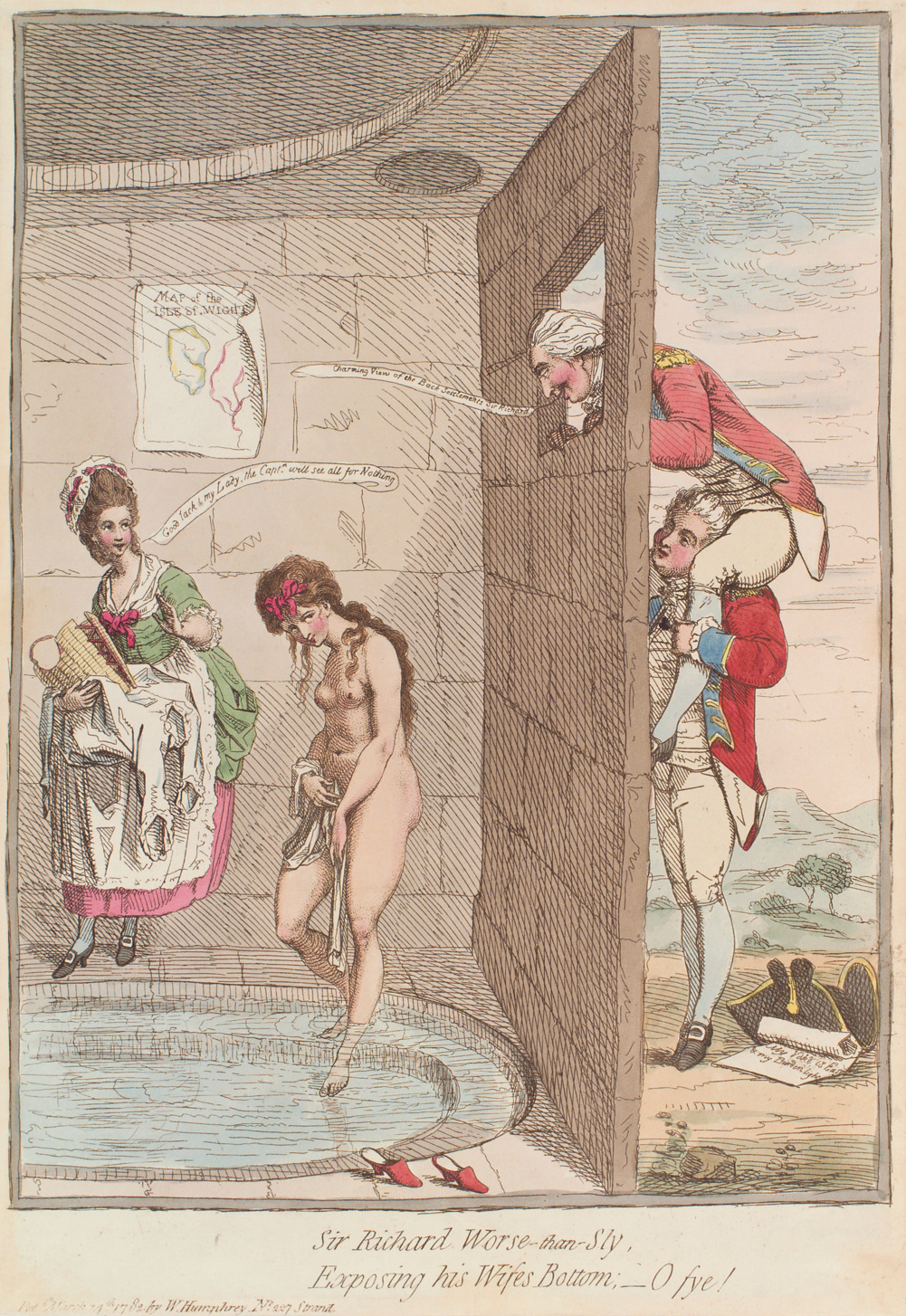
Caricature de James Gillray (« Sir Richard Worsley, exposant les fesses de sa femme, o fi ! »).

La rumeur attribue à Lady Worsley vingt-sept amants. En novembre 1781, elle s'enfuit avec l'un d'eux, Maurice Bisset. En février 1782, Worsley intente un procès contre ce même amant, sur le motif de criminal conversation (en) (litige découlant d'un adultère, où une action en justice est menée contre le tiers ayant interféré dans le mariage, même dans le cas où l'un des partis est consentant). Worsley réclame un dédommagement de 20,000 £. Lady Worsley tourne la plainte en sa faveur à la suite de révélations scandaleuses, appuyées par ses amants passés et présents, remettant en question le statut juridique de son mari. Le docteur de Lady Worsley, William Osborn, révèle qu'elle souffrait d'une maladie vénérienne, contractée après une relation avec James Graham, 3e marquis de Montrose. Il est déclaré que Worsley a volontairement exposé la nudité de sa femme à Bisset aux bains publics de Maidstone, détail illustré dans une caricature de James Gillray. Ce témoignage mit fin aux poursuites, et Worsley ne fut dédommagé d'un shilling (l'équivalent de £5,54 en 2015).
Bisset se sépare de Lady Worsley quand il devient apparent que Richard Worsley ne souhaite qu'une séparation, et non un divorce, empêchant ainsi Seymour de se remarier tant que son mari serait en vie. Lady Worsley doit se résoudre à devenir demi-mondaine, et de dépendre du soutien financier d'hommes riches pour survivre, rejoignant ainsi d'autres femmes de la haute société dans sa position au club social The New Female Coterie. Elle a deux autres enfants : un de Bisset, après qu'il l'ait quitté en 1783, et dont le destin n'est pas connu, et une fille, Charlotte Dorothy Hammond (née Cochard), qu'elle confie à sa famille dans les Ardennes.
Lady Worsley prend plus tard le chemin de Paris pour échapper à ses dettes. En 1788, accompagnée de son nouvel amant, le compositeur, chef d'orchestre et champion d'escrime Joseph Bologne, chevalier de Saint-Georges, elle retourne en Angleterre, où son mari accepte la séparation des biens, à la condition qu'elle passe quatre années en exil en France. Huit mois avant la fin de cet exil, elle est empêchée de quitter la France en raison des événements de la Révolution Française, et est selon toute probabilité emprisonnée sous le régime de la Terreur. Le fils qu'elle a de Worsley meurt pendant qu'elle est en exil. Début 1797, elle retourne enfin en Angleterre, où elle tombe gravement malade pendant deux mois. Par l'intercession de sa mère, sa sœur et son beau-frère, le duc d'Harrington, elle est autorisée à revenir à Brompton Park, mais ne peut jamais en avoir la propriété officielle.

## Fin de vie
À la mort de Worsley en 1805, sa jointure de 70,000 £ lui revient, et le 12 septembre 1805, à l'âge de 47 ans, elle épouse son nouvel amant de 26 ans, John Lewis Cuchet (✝ 1836), à Farnham. Le même mois, par décret royal, elle reprend le nom de Fleming, que son mari prend également. Après l'armistice de 1814, qui mit fin à la guerre de la Sixième Coalition, le couple s'installa dans une villa à Passy, où Seymour Fleming mourut en 1818, à l'âge de 59 ans. Elle est enterrée au cimetière du Père Lachaise, à Paris.

## Dans la culture populaire
En 2015, la BBC2 réalise un film sur sa vie, The Scandalous Lady W, basé sur le livre de Hallie Rubenhold, Lady Worsley's Whim. Seymour Fleming y est incarnée par l'actrice Natalie Dormer.

## Pour en savoir plus
- Estates and houses before 1851: The Harrington-Villars Estate
- De Bathe v Fleming. Document type: Two answers. Plaintiffs: Sir...
- Seymour Dorothy Fleming, Lady Worsley (1758-1818)
- Lady Worsley